# Der Rächer (Roman)
Der Rächer (Avenger) ist ein Roman von Frederick Forsyth, der erstmals vom Verlag Bantam Press im Jahre 2003 veröffentlicht wurde. Die deutsche Erstausgabe erschien 2003 beim Verlag C. Bertelsmann und später (2005) auch bei Goldmann. Das Buch erhielt positive Rezensionen, auch wenn es nicht ganz an Forsyths bekanntestes Werk, Der Schakal, heranreiche.

## Handlung
Wie auch in anderen Romanen Forsyths, besteht die Handlung anfänglich aus mehreren Handlungssträngen, die später zu einem stimmigen Gesamtbild zusammengeführt werden. Dem Leser werden zunächst der junge Calvin Dexter (die spätere Hauptperson), der fröhliche und naive Ricky Colenso und der Industriemagnat Stephen Edmonds vorgestellt. Die Handlung findet dabei auf mehreren Zeitebenen statt.
Calvin Dexter, 1950 geboren, ist der Sohn eines alleinerziehenden Bauarbeiters, der auf der Suche nach Arbeit von einem Ort zum anderen zieht. Er lernt das harte Leben seines Vaters kennen und wie man in dieser rauen Umgebung zurechtkommt. Mit 18 Jahren geht Dexter zur US-Armee. Er verpflichtet sich für drei Jahre, weil er sich keine Ausbildung leisten kann, und nimmt freiwillig am Vietnamkrieg teil. In Vietnam angekommen freundet er sich mit einem Offizier aus besseren Verhältnissen an, der Dexter für Literatur interessiert. Zusammen bilden sie ein Team der „Tunnelratten“, einer Gruppe Soldaten mit einer der unangenehmsten Aufgaben des Krieges: Sie kämpfen in der pechschwarzen, mit Fallen gespickten Finsternis des ausgedehnten Tunnelsystems im Gebiet Củ Chi. Eine Aufgabe für harte und schweigsame Leute. Mit seinem Hintergrund passt Dexter ausgezeichnet dazu. Zusammen mit dem Offizier verlässt Dexter Vietnam und die Armee. Zum Abschied lassen sich beide nach einer durchzechten Nacht eine grinsende Ratte mit heruntergelassener Hose auf den Arm tätowieren.
Ricky Colenso kommt aus einer reichen Familie, könnte eigentlich machen, was immer er wollte, möchte aber den nach dem Bürgerkrieg Not leidenden Menschen in Bosnien helfen. Er fährt 1995 entgegen den Bitten seiner Mutter dorthin. Dabei stößt er auf die paramilitärische Gruppe Zoran Zilics, die ihn und die Bevölkerung eines ganzen Dorfes grundlos ermorden. Als Rickys regelmäßige Briefe plötzlich ausbleiben, bittet seine Mutter ihren Vater Stephen Edmonds um Hilfe. Der beauftragt einen privaten Ermittler, um Ricky zu finden. Dieser stöbert zwar einen Zeugen auf, doch der ist erst 2001 bereit, alles zu erzählen. Edmonds lässt die sterblichen Überreste seines Enkels bergen und überführen. Auf welch brutale Weise Ricky gefoltert und ermordet wurde, berichtet er seinen Eltern jedoch nicht. Edmonds nutzt seine politischen Beziehungen, um Rickys Mörder vor Gericht zu bringen, die notwendigen Beweise sind jetzt vorhanden. Er muss aber feststellen, dass selbst die mächtigen USA nicht in der Lage sind, ihn überhaupt ausfindig zu machen. Von einem hohen FBI-Beamten erhält Edmonds den Tipp, dass es einen Mann gebe, der angeblich Verbrecher im Ausland aufspürt und sie in die USA zurückbringt. Der Mann arbeite unter dem Decknamen „Avenger“ und reagiere auf Inserate in einer kleinen Zeitschrift.
Nach dem Vietnam-Krieg und seinem von der Armee bezahlten Studium wird Dexter Anwalt und heiratet eine Italo-Amerikanerin. Die beiden bekommen eine Tochter, die im Alter von sechzehn Jahren mit ihrem Freund in Urlaub fährt. Sie kehrt nicht mehr zurück und Wochen später findet man ihre Leiche. Das Mädchen war zur Prostitution gezwungen und ermordet worden. Die Polizei ist machtlos, weil die Verbrecher sich mittlerweile in Panama aufhalten. Dexter reist auf eigene Faust dorthin und erschießt die Schuldigen. Wieder daheim erfährt er jedoch, dass seine Frau aus Kummer Selbstmord begangen hat; danach zieht er sich in einen kleinen Ort in New Jersey zurück.
Die Tragödie lässt Dexter keine Ruhe, er empfindet die Strafe der Schuldigen inzwischen als zu gering – eine lebenslange Gefängnisstrafe wäre gerechter gewesen. Er beschließt fortan seine speziellen Fähigkeiten, die er in Vietnam erworben hat, und die Kontakte, die er als Anwalt geknüpft hat, einzusetzen, um Verbrecher hinter Gitter zu bringen. Zur Kontaktaufnahme dient ein Flugzeugmagazin, indem man dort eine Suchanzeige nach einer Avenger (dt. Rächer) schaltet.
Edmonds kontaktiert Dexter auf diese Weise und beauftragt ihn, den Kriegsverbrecher Zoran Zilic aufzuspüren und in die USA zurückzubringen. Dexter weiß noch nicht, dass Zilic einen mächtigen Beschützer in der CIA hat, der ihn als Lockvogel nutzen will, um an das Oberhaupt der islamistischen Organisation al-Qaida, Osama bin Laden, heranzukommen. Der CIA-Angestellte Paul Devereaux verfolgt seit Monaten den Plan, den Terroristen, dessen Gefährlichkeit Deveraux’ Vorgesetzten noch nicht klar ist, unschädlich zu machen.
Dexter muss Zilic zunächst aufspüren. Er nimmt seine Spur in Ra’s al-Chaima auf und folgt ihr bis zu einem festungsartigen Anwesen einschließlich Landebahn auf einer Halbinsel des fiktiven Landes San Martin an der Nordküste Südamerikas.
Dexters Nachforschungen bleiben nicht unentdeckt. Zilic schaltet die CIA ein. Devereaux beauftragt seinen Stellvertreter Kevin McBride herauszufinden, wer hinter Zilic her ist, und diesen Mann aufzuspüren und auszuschalten.
Als Dexter mit Hilfe von Luftaufnahmen und einem selbstgebastelten Modell einen Plan entwickelt, erhält er einen anonymen Anruf, dass man auf sein Kommen vorbereitet sei.
Dexter besorgt sich mehrere falsche Pässe und inszeniert ein Ablenkungsmanöver, um seine Einreise nach San Martin zu verschleiern. Er ist bereits auf Zilics Anwesen, als man ihm auf die Spur kommt. Doch das war beabsichtigt. Auch sein Eindringen auf Zilics Gelände wird, wie von ihm gewollt, entdeckt. Zilic gerät in Panik und verlässt mit seinem Privatflugzeug fluchtartig das Land. Darauf hat Dexter hinter einer Wandverkleidung im Flieger gewartet, er überwältigt und fesselt Zilic und seinen Leibwächter und zwingt die Piloten zur Landung in Key West. Als die über Funk informierten Polizisten am Flugzeug sind, ist Dexter bereits im Unterholz verschwunden.
Auf der Toilette wird McBride auf eine Tätowierung angesprochen, eine grinsende Ratte mit heruntergelassenen Hosen. Es ist der 10. September 2001.

## Bezug zur Wirklichkeit
In Der Rächer sind Fiktion und Wirklichkeit eng miteinander verwoben. Forsyth hat viel recherchiert und das Buch mit zahlreichen geschichtlichen Fakten angereichert.
Forsyth greift ein Dilemma der Sicherheitsbehörden auf und stellt zwei Positionen gegenüber: Das FBI will einen Kriegsverbrecher wegen seiner Tat gegen einen US-Bürger vor Gericht stellen; die CIA will einen gefährlichen Terroristen stellen und ist dafür bereit, das vermeintlich kleinere Übel in Kauf zu nehmen.
Forsyth beleuchtet und erklärt beide Positionen, ohne klar Stellung zu beziehen, auch wenn Dexter die Sympathien gehören, und bringt das Ganze in Zusammenhang mit dem 11. September. Ob die Geschichte ohne Dexters Eingreifen anders verlaufen wäre, bleibt letztlich offen.

## Sonstiges
In Cobra lässt Forsyth Dexter und Devereaux erneut auftreten.

## Fernsehverfilmung
Im Jahre 2006 wurde der Stoff mit Sam Elliott in der Hauptrolle als TV-Produktion verfilmt. Die Adaption beschränkt sich auf den Kern der Geschichte, die Nebenhandlungen wurden weggelassen sowie Zeit und Handlungsorte geändert. Auf den Bezug zu al-Qaida und den 11. September wurde verzichtet. Regisseur war Robert Markowitz.

## Ausgaben
- Frederick Forsyth: Avenger. Bantam Press, London 2003, ISBN 0-593-05093-2
- Frederick Forsyth: Der Rächer. Aus dem Englischen von Reiner Pfleiderer. Bertelsmann, München 2003, ISBN 3-5700-0760-X